# Typhlocharis fozcoaensis
Typhlocharis fozcoaensis é uma espécie de insetos coleópteros pertencente à família Carabidae.
A autoridade científica da espécie é A. Serrano, Aguiar & Proenca, tendo sido descrita no ano de 2005.
Trata-se de uma espécie presente no território português.